# Spojené státy americké na Letních olympijských hrách 1900
Spojené státy americké na Letních olympijských hrách v roce 1900 ve francouzské Paříži reprezentovalo 75 sportovců, 7 žen a 68 mužů, v 10 sportech.

## Medailisté
| Medaile | Jméno              | Sport      | Soutěž                   |
| ------- | ------------------ | ---------- | ------------------------ |
| Zlato   | Margaret Abbottová | Golf       | Ženy 9 jamek             |
| Zlato   | Irving Baxter      | Atletika   | Muži skok vysoký         |
| Zlato   | Irving Baxter      | Atletika   | Muži skok o tyči         |
| Zlato   | Ray Ewry           | Atletika   | Muži skok daleký z místa |
| Zlato   | Ray Ewry           | Atletika   | Muži trojskok z místa    |
| Zlato   | Ray Ewry           | Atletika   | Muži skok vysoký z místa |
| Zlato   | John Flanagan      | Atletika   | Muži hod kladivem        |
| Zlato   | Frank Jarvis       | Atletika   | Muži běh na 100 m        |
| Zlato   | Alvin Kraenzlein   | Atletika   | Muži běh na 60 m         |
| Zlato   | Alvin Kraenzlein   | Atletika   | Muži 110 m překážek      |
| Zlato   | Alvin Kraenzlein   | Atletika   | Muži 200 m překážek      |
| Zlato   | Alvin Kraenzlein   | Atletika   | Muži skok daleký         |
| Zlato   | Maxey Long         | Atletika   | Muži běh na 400 m        |
| Zlato   | Meyer Prinstein    | Atletika   | Muži trojskok            |
| Zlato   | Charles Sands      | Golf       | Muži 36 jamek            |
| Zlato   | Richard Sheldon    | Atletika   | Muži vrh koulí           |
| Zlato   | John Tewksbury     | Atletika   | Muži běh na 200 m        |
| Zlato   | John Tewksbury     | Atletika   | Muži 400 m překážek      |
| Zlato   | Vesper Boat Club   | Veslování  | Muži osmiveslice         |
| Stříbro | Irving Baxter      | Atletika   | Muži skok daleký z místa |
| Stříbro | Irving Baxter      | Atletika   | Muži trojskok z místa    |
| Stříbro | Irving Baxter      | Atletika   | Muži skok vysoký z místa |
| Stříbro | Meredith Colket    | Atletika   | Muži skok o tyči         |
| Stříbro | James Connolly     | Atletika   | Muži trojskok            |
| Stříbro | John Cregan        | Atletika   | Muži běh na 800 m        |
| Stříbro | Truxton Hare       | Atletika   | Muži hod kladivem        |
| Stříbro | William Holland    | Atletika   | Muži běh na 400 m        |
| Stříbro | Josiah McCracken   | Atletika   | Muži vrh koulí           |
| Stříbro | John McLean        | Atletika   | Muži 110 m překážek      |
| Stříbro | Meyer Prinstein    | Atletika   | Muži skok daleký         |
| Stříbro | John Tewksbury     | Atletika   | Muži běh na 60 m         |
| Stříbro | John Tewksbury     | Atletika   | Muži běh na 100 m        |
| Stříbro | Pauline Whittier   | Golf       | Ženy 9 jamek             |
| Bronz   | John Bray          | Atletika   | Muži běh na 1500 m       |
| Bronz   | Robert Garrett     | Atletika   | Muži vrh koulí           |
| Bronz   | Robert Garrett     | Atletika   | Muži trojskok z místa    |
| Bronz   | David Hall         | Atletika   | Muži běh na 800 m        |
| Bronz   | Marion Jonesová    | Tenis      | Ženy dvouhra             |
| Bronz   | H. MacHenry        | Jachting   | 3 až 10 tun race 2       |
| Bronz   | Josiah McCracken   | Atletika   | Muži hod kladivem        |
| Bronz   | John Lake          | Cyklistika | 2000 m sprint            |
| Bronz   | Fred Moloney       | Atletika   | Muži 110 m překážek      |
| Bronz   | Daria Pratt        | Golf       | Ženy 9 jamek             |
| Bronz   | Lewis Sheldon      | Atletika   | Muži trojskok            |
| Bronz   | Lewis Sheldon      | Atletika   | Muži skok vysoký z místa |
| Bronz   | Richard Sheldon    | Atletika   | Muži hod diskem          |
| Bronz   | John Tewksbury     | Atletika   | Muži 200 m překážek      |

- Foxhall Parker Keene a Frank Mackey byli součástí smíšeného týmu, který získal zlatou medaili v pólu.
- Walter McCreery byl součástí smíšeného týmu, který získal stříbrnou medaili v pólu. Basil Spalding de Garmendia získal stříbrnou medaili s Francouzem Maxem Decugisem v tenisové čtyřhře.
- Marion Jonesová získala bronzovou medaili s Britem Lawrencem Dohertym v tenisové smíšené čtyřhře.